# Plocamopherus ceylonicus
Plocamopherus ceylonicus is een slakkensoort uit de familie van de Polyceridae. De wetenschappelijke naam van de soort is voor het eerst geldig gepubliceerd in 1858 door Kelaart.